# Villa Filangeri di San Marco
Villa Filangeri di San Marco ist eine Villa in Santa Flavia auf Sizilien.

## Baugeschichte
Architektonische Grundlage für die sizilianischen Villen sind die herrschaftlichen Landhäuser des Italienischen Festlandes, die sich mit der Architektur arabisch-normannischen Befestigungsanlagen verbinden, aus dem  sich ab dem 16. Jahrhundert ein unverwechselbar sizilianischer Villentyp entwickelt, wie die Villa von Ercole Branciforte in Bagheria gegen Ende des 16. Jahrhunderts.
Die Geschichtsschreibung vermerkt, dass Robert Guiscard 1061 an dieser Stelle eine Burg errichten ließ, die von den Staufern dem königlichen Domänenverwalter Abbo Filangeri übergeben wurde. 1453 erhob König Alfons Ricardo Filangeri in den Rang eines Grafen von San Marco. Um sich gegen Überfälle zu schützen, wurde schon der Vorgängerbau stark befestigt.
Der heutige Bau wurde im Jahr 1673 vom Conte die San Marco, Vincenzo Giuseppe Filangeri in Auftrag gegeben, um seine Zuckerrohrplantage („cannamele“) bewirtschaften und beschützen zu können. Filingeri beauftragte den Architekten und Dominikanerpater Andrea Cirrincione mit dem Neubau, wobei der befestigte Charakter des Anwesens erhalten bleiben sollte.

## Baubeschreibung
Eine hohe Mauer mit den innen liegenden, niedrigen Wirtschaftsgebäuden umgibt das mit Bäumen bestandenen Areal, aus dessen Mitte der massive Baukörper des Wohngebäudes herausragt. Die breite zweiarmige Treppe von 1678 führt über eine Zugbrücke zum „Piano nobile“, zu den Repräsentationsräumen. Unter der großen, tonnengewölbten Eingangshalle befindet sich der ebenfalls tonnengewölbte Zisternenraum.
Die Villa befindet sich noch heute in Privatbesitz. Während des Zweiten Weltkriegs lebte hier Giuseppe Tomasi di Lampedusa, ein Verwandter der Filangheri.